# Ёмиури Джайентс
Ёмиури Джайентс (яп. 読売ジャイアンツ Yomiuri Jaiantsu) — профессиональный бейсбольный клуб, базирующийся в Бункё, одном из специальных районов города Токио. Команда выступает в Центральной лиге (ЦЛ) Японского профессионального бейсбола (НПБ). С 1988 года домашним стадионом команды является «Токио Доум». Владельцем команды является The Yomiuri Shimbun Holdings, крупнейший медиа-конгломерат Японии, которому также принадлежат две газеты (в том числе одноименная Ёмиури симбун) и Nippon Television Network System (в которую входит флагманское Nippon Television).
«Джайентс» — старейшая профессиональная спортивная команда Японии. Она также самая успешная: они выиграли 22 титула Японской серии и ещё девять чемпионств Японской бейсбольной лиги, предшественницы НПБ. Своё название и форму команда получила благодаря Лефти О’Дулу в честь «Нью-Йорк (ныне Сан-Франциско) Джайентс». «Джайентс» считаются японскими «Нью-Йорк Янкис» из-за их широкой популярности, доминирования в лиге в прошлом и поляризующего воздействия на фанатов: фанаты, которые нейтрально относятся к другим командам, часто испытывают сильную неприязнь к «Ёмиури»; с другой стороны, у них есть большая база поклонников даже в городах, где есть собственная команда.

## История франшизы

### Бейсбольный клуб «Грейт Джапан Токио»
Команда была образована 26 декабря 1934 года как Бейсбольный клуб «Грейт Джапан Токио» (яп. 大日本東京野球倶楽部 Dai-Nippon Tōkyō Yakyū Kurabu) в качестве команды всех звёзд, организованная медиа-магнатом Мацутаро Сёрики, которая совершила поездку по Соединенным Штатам и сыграла против американской команды всех звёзд, в которую входили Бейб Рут, Джимми Фокс, Лу Гериг и Чарли Герингер. В то время как предыдущие японские звездные составы были расформированы, Сёрики сделал эту команду профессиональной, организовав её выступление в независимой лиге.
На следующий год команда вновь отправилась в Америку и встретилась с командами колледжей и низших лиг, в конечном итоге сыграв 109 игр за 128 дней (включая 34 игры за 17 дней в качестве дабл-хедеров) по всей стране. Команда одержала 75 побед и потерпела 33 поражения. Когда они встретились с «Сан-Франциско Силз», их менеджер Лефти О’Дулу заявил, что команде нужно рекламное название. Он предположил, что, поскольку Токио является японским Нью-Йорком, им следует подражать одной из двух команд МЛБ в городе: либо «Янкис», либо «Джайентс» (третья команда Нью-Йорка, которая в конечном итоге будет называться «Доджерс», в то время не имела официального названия). Поскольку «Янкис» не могло быть названием японской команды, О’Дул предложил название «Джайентс», и в середине тура команда стала называться «Токио Джайентс».

### Токио Кёдзин
В 1936 году, с образованием Японской бейсбольной лиги, команда сменила название на «Токио Кёдзин», которую в неяпонских источниках часто называют «Токио Джайентс». «Кёдзин» доминировали в лиге, выиграв восемь чемпионатов с 1936 по 1943 год, в том числе шесть подряд с 1938 по 1943 год. С 1938 года домашним стадионом был «Коракуэн».
В то время за команду выступали несколько именитых игроков. Питчер российского происхождения Виктор Старухин по прозвищу «голубоглазый японец» играл за команду до 1944 года. Он выиграл две награды самого ценного игрока и назывался лучшим питчером лиги, а также одерживал не менее 26 побед в шести различных сезонах, в том числе одержав рекордные для лиги 42 победы в 1939 году. Другим сильным питчером был Эйдзи Савамура. 25 сентября 1936 года он бросил первый в японском бейсболе ноу-хиттер, в последствии бросив ещё два. Эйдзи выступал за команду с перерывами с 1936 по 1943 год, одержал 63 победы, бросил 554 страйк-аута и имел среднюю пропускаемость 1,74.
Аутфилдер Харуясу Накадзима выступал за «Кёдзин» с 1936 по 1949 год, четыре раза выиграв чемпионский титул, в том числе в 1941 году в качестве играющего тренера. Кроме того, он стал первым японским хиттером, выигравшим тройную корону. Первый бейсмен Тецухару Каваками был игроком команды с 1938 по 1958 год, пять раз став лидером лиги по проценту отбивания, два — по количеству хоум-ранов, три — по количеству RBI и шесть — по количеству хитов. Он стал первым японским игроком, выбившим 2000 хитов, и трижды был назван самым ценным игроком лиги. Лид-офф Сёсэй Го, выступавший за команду с 1937 по 1943 год, был назван самым ценным игроком лиги в 1943 году и дважды становился лидером лиги по проценту отбивания. Ростом всего 5 футов 6 дюймов (1,68 метров) и весом 140 фунтов (64 килограммов), за свою скорость получил прозвище «Человеческий локомотив».
Питчер Хидэо Фудзимото (также известный как Хидэо Накагами) выступал за команду в течение 12 сезонов с 1942 по 1955 год. Ему принадлежат японские рекорды по самому низкому ERA за карьеру (1,90) и за сезон (0,73 в 1943 году), а также лучший процент побед за всю историю (69,7). Он бросил два ноу-хиттера, в том числе первую совершенную игру в японском профессиональном бейсболе.

### Ёмиури Джайентс
В 1947 году команда «Кёдзин» название на «Ёмиури Джайентс». В 1949 году команда одержала победу в финальном сезоне лиги, завоевав 9-й чемпионский титул. В том же году с семью другими командами основала Центральную лигу. В дебютном сезоне команда одержала 82 победы и завершила сезон на третьем месте в лиге. На следующий год, хоть и одержав меньше побед, «Джайентс» стали победителями лиги, а в Японской серии победили «Нанкай Хокс» со счётом 4-2, впервые завоевав чемпионский титул. В 1950-х годах команда восемь раз выходила в Японскую серию, четыре раза в которой одерживала победу.
В следующем десятилетии «Джайентс» семь раз выходили в Японскую серию и каждый раз одерживали победу. В это время команда установила рекорд НПБ по количеству чемпионств, завоёванных подряд: «Джайентс» оставались непобедимыми на протяжении девяти лет с 1965 по 1973 год. Этот период истории команды связан, прежде всего, с обладателем мирового рекорда по количеству хоум-ранов Садахару О, выступавшим за «Джайентс» с 1959 по 1980 год, и членом Зала славы Сигео Нагасимой, который выступал за команду с 1958 по 1974 год. Линейка «Джайентс», состоявшая из О, отбивавшим третьим, и Нагасимы, отбивавшим четвёртым, получила прозвище «ОН Ху» («Пушка О-Нагасимы»), поскольку эти два игрока стали лучшими нападающими в лиге. О пять раз становился лидером лиги по проценту отбивания и пятнадцать раз — по количеству хоум-ранов, а также девять раз выигрывал награду самого ценного игрока Центральной лиги. Нагасима выигрывал награду MVP пять раз и каждый сезон своей карьеры включался в команду сезона (всего 17 раз). На питчерской горке за «Джайентс» играл будущий член Зала славы Цунэо Хориути, которому принадлежит рекорд Центральной лиги по проценту побед за сезон (88,9). С 1974 по 1980 год, при Нагасиме на посту менеджера, «Джайентс» всего дважды становились победителями Цэ Лиги и ни разу не побеждали в Японской серии. В 1980-х команда четыре раза выигрывала чемпионский титул лиги и дважды становилась чемпионом страны. В 1988 году команда переехала на «Токио Доум».
В 1990-х «Джайентс» только три раза выходила в Японскую серию и всего один раз в ней побеждала. В этот период одним из самых звёздных игроков команды был будущий игрок МЛБ аутфилдер Хидеки Мацуи. Он трижды назывался самым ценным игроком чемпионата, трижды становился чемпионом, трижды становился лидером лиги по количеству хоум-ранов и RBI, девять раз подряд принимал участие в Матче всех звёзд и получил прозвище «Годзилла». В 2000-х «Джайентс» четыре раза выиграли титул чемпионов Цэ Лиги и трижды победили в Японской серии, в том числе в 2002 году впервые за 20 серий оформили шат-аут. В 2012 году «Джайентс» выиграли 22-ю и последнюю на данный момент серию, обыграв 4-2 «Хоккайдо Ниппон-Хэм Файтерс». С тех пор команда трижды выходила в Японскую серию, последний раз в 2020 году, где всухую проиграли «Фукуока Софтбэнк Хокс».